# サセックス王国

サセックス王国
Kingdom of Sussex
Sūþseaxna Rīce

800年ころのブリテン島

サセックス王国（サセックスおうこく、英語: Kingdom of Sussex）、ないし、南サクソン人の王国（みなみサクソンじんのおうこく、英語: Kingdom of the South Saxons、古英語: Sūþseaxna rīce）は、イングランド南部の沿岸地域に成立したサクソン人の入植地が、後に独立した王国。その領域は、先んじて存在していたブリタンニアのレグネンセスの王国や、後の時代のサセックス州の領域と、概ね一致する。この領域の大部分は、初期にはアンドレッドの森に覆われていた。『アングロサクソン年代記』によれば、この森は120マイル（およそ190キロメートル）の幅と30マイル（およそ50キロメートル）の奥行きがあったとされるが、実際には90マイル（およそ150キロメートル）ほどの幅であったものと推定される。森にはオオカミやイノシシが生息し、クマもいた。森には木々が密生していたため、その中にあった集落の一部は、ドゥームズデイ・ブックにも記録されなかった。
南サクソン人たちを統治したのは、歴代のサセックス王であった。

## 歴史

### 建国
『アングロサクソン年代記』には、477年にエール (Ælle) が3人の息子とともに3隻の船でクメンショア (Cymenshore) という場所に到着したと述べる、南サクソン人の王国の建国神話が記されている。『年代記』は上陸したエールが、抵抗した先住民を殺し、生き延びた者たちをアンドレッドの森へと追いやった様子を描いている。『年代記』はさらに、エールが485年にマークレデスバーン (Mercredesburne) という場所の川岸近くでブリトン人と戦ったこと（マークレデスバーンの戦い、Battle ofMercredesburne）、491年にペベンシー (Pevensey) で攻城戦の末に住民を虐殺したこと記している。
クメンショアは伝統的に、セルジー (Selsey) の南にあるオウエンズ・ロックス (the Owers Rocks) と現在呼ばれている辺りにあったものと考えられてきたが、エールや3人の息子たちがこの地域にいたことを示す考古学的な証拠は見つかっていない。ほとんどの歴史家たちは、エールが3人の息子とともに3隻の船で上陸したというサセックス建国の話は、神話であると考えている。
考古学的証拠によって、当時の墓地の位置から、入植地の範囲が推定されている。入植者たちの出身地は、墳墓の副葬品や陶器類などのデザインを、現在のドイツ北部にあたるゲルマン人の故地に見出される同種のもののデザインと 比較することで判定される。5世紀当時のおもな入植地域は、現在のイースト・サセックス州のウーズ川 (River Ouse) 下流部とチャックメア川 (River Cuckmere) に挟まれた範囲であったことが、当地に残るアングロ・サクソン系墓地の数から推定される。また、例外的な事例として、現在のウェスト・サセックス州の2か所、ワージング近郊のハイダウン・ヒル (Highdown Hill) とチチェスター北西およそ11キロメートル（7マイル）の丘陵地チチェスター・ダウン (Chichester Down) でも墓地が見つかっている。ウーズ川とチェックメア川の間の地域は、アングロ・サクソン人傭兵たちが協定を結んで入植した土地であったと考えられている。

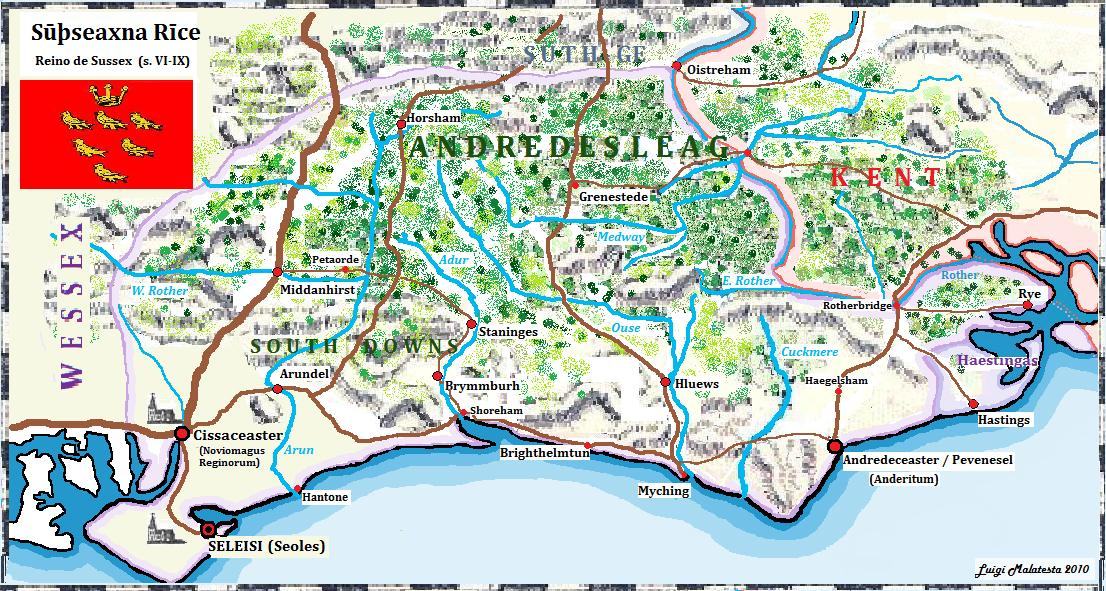
サセックス王国（6-9世紀）

発見された当時の墓からは、協定による入植であったという仮説を支持する証拠も見つかっている。例えば、イースト・サセックス州ビショップストーンのルーカリー・ヒル (Rookery Hill) における墓地の発掘では、サクソン人の間で広く用いられていたクォイト (Quoit) 型のバックルなど、後期ローマ、ないしは、ブリタンニアで製造されたローマ風の金属製品が出土しており、周辺への入植が5世紀はじめに遡ることが示された。これに続く発掘調査によって、サクソン人の建物が認められる地域が、相当広範囲に及ぶことが明らかになった。発掘された22件の建物のうち、3件は竪穴建物（sunken huts）で、17件は1本ごとの柱穴を長方形に配しており、1件は柱穴の間が横木を入れる溝でつながれ、残りの1件は8つの大きな柱穴を構えたものであった。
ハイダウンの墓地は、ローマ時代に退蔵された金や銀が1997年に発見された場所から、2キロメートルほどしか離れていない。パッチングの財宝 (Patching hoard) として知られるようになったこの退蔵品の中には、最も新しいもので461年に鋳造された硬貨が含まれていた。こうしたことから、ハイダウンの墓地は、パッチングで財宝が埋められた頃に、サクソン人たちによって使用されていたものと推測されている。5世紀にハイダウンを墓地として使用していた入植地がどこだったのかは確定されていないが、サリー・ホワイト (Sally White) は、パッチングとハイダウンを結びつける何らかのつながりがあったと考えており、M・G・ウェルチ (M.G.Welch) は、当地にあったローマ人やブリトン人のコミュニティがサクソン人の傭兵たちを雇っていたのではなかいかとする説を提唱している。

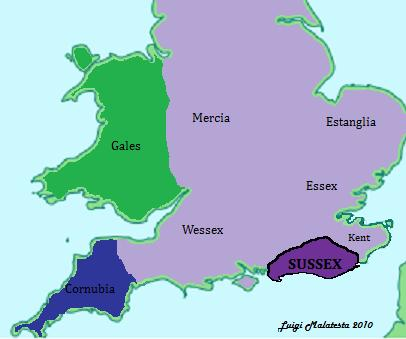
サセックス王国の位置（図の右下の紫色の範囲）

### 7世紀
491年以降、ウェセックスのケオルウルフ (Ceolwulf of Wessex) が南サクソン人と戦ったことを『年代記』が記録する607年まで、サセックスについて書かれた歴史記録は残されていない。
681年、セルゼー修道院 (Selsey Abbey) の創設者で、故地を追われていたノーサンブリアの聖ウィルフリッド (St Wilfrid of Northumbria) が南サクソン人の王国へやって来て、5年間当地に留まり、福音を伝え、人々に洗礼を与えた。
ベーダによると、サセックスの王エゼルウェルホ (英語: Aethelwalh / 古英語: Æðelwealh) は、ワイト島とミオンワラ (Meonwara) の地を譲ってくれたウルフヘレの勧めに従い、マーシアで既に洗礼を受けていた。

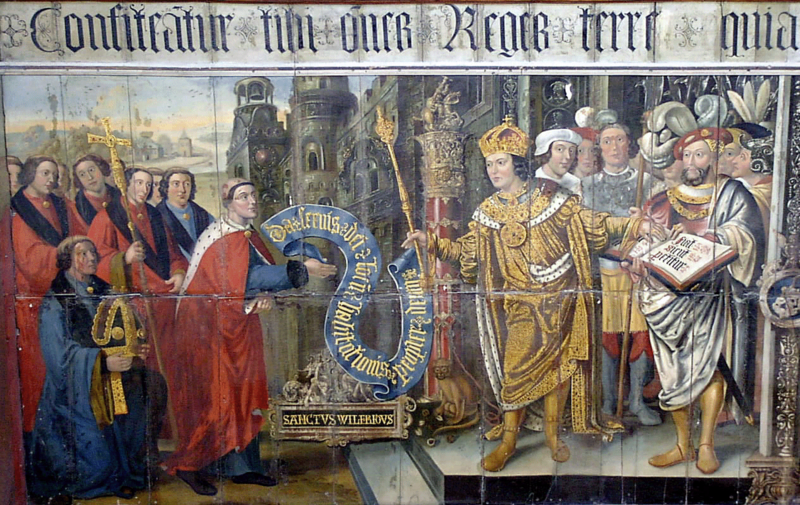
ウィルフリッドに土地の勅許を与えるキャドワラ。16世紀の画家ランベルト・バルナルディ (Lambert Barnardi) の作。

ウィルフリッドが当地へやって来たとき、南サクソン人たちの土地は飢饉に見舞われていた。ウィルフリッドが当地の民衆に魚の穫り方を教えたところ、ウィルフリッドの教えに感銘を受けて、「大勢が (en masse)」洗礼を受けることに同意した。洗礼を執り行うことになった日に、雨が「乾いた大地」に降り注ぎ、飢饉は終わりを告げたという。
エゼルウェルホは、87ハイドの土地と王領の荘園（ヴィル、Vill）ひとつをウィルフリッドに与え、セルゼー修道院を建てさせた。この修道院は、やがて南サクソン司教領（South Saxon bishopric：後のセルゼー司教 (Bishop of Selsey)）の司教座となり、ノルマン征服の後、1075年のロンドン公会議 (Council of London) の決定によってチチェスターに司教座が移されチチェスター司教 (Bishop of Chichester) が設けられるまで存続した。
聖ウィルフリッドの到来後、程なくして、西サクソンから追放されていた王子キャドワラ（後のウェセックス王）がサセックス王国を蹂躙し、エゼルウェルホを殺害した。キャドワラは、エルダーマン (Ealdorman) としてエゼルウェルホの跡を継いだ2人、ベルトゥン (Berhthun) とアンドゥン (Andhun) によって、サセックス王国から駆逐された。686年、南サクソン人たちは、ケント王国の内紛に乗じ、王の甥であるエドリック (Eadric) を支援し、王ホロスヘア (Hlothhere) に攻撃を仕掛けたが、程なくしてベルトゥンは殺され、サセックス王国はしばらくの間、ウェセックス王となっていたキャドワラの支配下に置かれた。
その後の南サクソンの諸王については、一部の勅許 (Anglo-Saxon charters) などを除いて、ほとんど何も伝わっていない。
692年には、ノスヘルム（Nothelm、Noðhelm：別名、ヌナ、Nunna）という王が、自分の姉（ないしは妹）に勅許を与え、もうひとりの王ワット (Watt) がその証人になったとされている。
『アングロサクソン年代記』によると、ヌナはウェセックス王イネの親族であり、710年に、両者は共同して、ブリトン人の王ゲライント（Geraint）と戦ったという。ベーダによれば、サセックスは多年にわたってイネの支配下にあったという。

### 8世紀
775年の年号が入ったある勅許の記述によると、元セルジー修道院長の司教エドベルト（Eadberht of Selsey、705年ないし709年ころ - 716年ころ）が、王ヌナから土地を安堵され、もうひとりの王ワットが証人になった、とされている。しかし、この勅許は、今日では10世紀か11世紀はじめに作られた偽物であると考えられている
これとは別の、本物と見なされている勅令には、アラン川 (River Arun) の河谷にある現代のバーファム (Burpham) に近いある土地をめぐる一連の取引が記録されている。記録は、ペパリング (Peppering) の土地を王ヌナからバーホフリス (Berhfrith) に、おそらくは修道院付きの教会堂を設けるために、安堵したところから始まっている。バーホフリスはこの土地をエオーラ (Eolla) に譲り、エオーラはそれをウルフヘア (Wulfhere)に売り渡した。この土地はその後、ベオバ (Beoba) のものとなり、ベオラ (Beorra) とエッカ (Ecca) に受け継がれた。結局、 王オズムンド (Osmund) が、側近（コウミーズ、comes）のエラ (Erra) からこの土地を買い上げ、それをティドバーグ (Tidburgh) という名の宗教関係者の女性に与えた。この勅令には、日付はないが、関係する人物たちの名が現れる他の勅令などを参照することで、諸々の取引のおおよその年代を知ることができる。エオーラが、バーホフリスから得た土地をウルフヘアへ売った取引の際（705年ころ、ないし716年ころ）、ヌナの署名の下には、オスリック (Osric) なる人物が副署しており、おそらくは共同統治者であったものと考えられている。このほかに証人としてオスリックに続いて署名しているのはエドベルトとエオーラで、この2人は同名の聖職者たちと認められる。
ヌナのものとして残されている最後の勅令は、717年を誤って714年と記したもので、もうひとりの王エゼルスタン (Aethelstan、Æðelstan) が証人となっている。
『アングロサクソン年代記』は、「722年にエルドベルト (Ealdberht) がサリーとサセックスへ向かい、イネが南サクソン人たち相手に戦った。」と記している。
その少し後には、エゼルベルト (Aethelbert、Æðelberht) がサセックス王となったが、この王は残された勅令によってしか知られていない。エゼルベルトの統治期間については、日付のないエゼルベルトの勅令のひとつに、733年からセルジー司教となっていたシゲファース (Sigeferth) が証人となっていることから、シゲファースと同時期であったことしか分かっていない。この勅令でエゼルベルトは「スサクソヌム（南サクソン）の王エテルベルトゥス (Ethelbertus rex Sussaxonum)」とラテン語で署名している。
この後、765年にエルドウルフ (Ealdwulf) という名の王が土地を安堵し、ほかの2人の王エルフワルド (Aelfwald、Ælfwald) とオスラック (Oslac) が証人となったときまで、しばらくまた記録のない時期が続いた。
765年と770年には、王オズムンドが土地を安堵しており、後者の土地は後にマーシア王オッファが、改めてこれを追認している。
オッファは、このほかにもエゼルベルトの勅令2件を追認しているが、772年には、オッファ自身がサセックスにおいて土地を安堵し、これにはオズワルド (Oswald) が「サセックス公 (dux Suðsax)」として証人となった。おそらくこれは、この頃までにオッファがサセックス王国を併合し、それまでサセックスの王を称していたオズムンド、エルフワルド、オスラックが、「公爵 (dux)」として署名するようになった、ということであろう。
795年にオッファが死去すると、マーシアによる支配は崩壊し、南サクソン人たちは再び独立した統治を取り戻した。しかしこれは永続きせず、ウェセックス王国の勢力が拡大し、徐々に進行した「エングルシン (Ænglecynne)」の統一と統一イングランドの成立に至る過程の中で、サセックス王国は七王国で最初に、他国に併合されて消滅した。

### 9世紀
825年、南サクソン人たちは、ウェセックス王国のエグバートに服し、以降は西サクソン人の王朝に従った。その後、サセックス伯領 (earldom) は、しばしば隣接するケント伯領と一体化されることもあったようだ。
895年以降、サセックスはデーン人（ヴァイキング）の継続的な襲来を受けるようになり、これはクヌート大王（デンマーク王クヌーズ2世）のイングランド王即位（1016年）まで続いたが、その後はゴドウィンの一族とノルマン人という2大勢力が台頭した。ゴドウィンはおそらくはサセックス出身の一族であり、エドワード懺悔王（証聖王）の統治のころには、サセックス州の3分の1は、ゴドウィン一族の手に握られていた。

### 900年から1066年まで
「エーリンギ (Æellingi)」と称された南サクソン王家は、その後もサセックスを、西サクソンの主権の下で「エルダーマン」（伯爵）として統治していたと考えられており、この体制は1066年のノルマン征服まで続いた。
サセックスのエルダーマンであったエドウィン (Eadwine) の死は、982年のことと記録されているが、これは彼がバークシャー州（現在の行政区画ではオックスフォードシャー州）のアビンドン修道院 (Abingdon Abbey) に埋葬され、そこで『年代記』のバージョンのひとつが編纂されたためであった。この修道院の記録によると、エドウィンは「南サクソン人の君主」を意味するラテン語「プリンケプス・アウストラリウム・サクソヌム、エアドウィヌス」と呼ばれ (princeps Australium Saxonum, Eadwinus nomine)、遺言を残して自らの領地をこの修道院に遺贈したとされるが、その遺言状自体は後世に伝わっていない。死去した982年の早い時期に、エドウィンはエゼルレッド2世無思慮王の勅令の証人となり、「伯爵エアデュウィン (Eaduuine dux)」とラテン語で名を記していた。エドウィンの名は、（おそらくは976年とあるべきものを誤った）956年の年号が入った偽造勅令にも書き加えられている。
次の世代になるとサセックスのセイン（貴族）であったウルフノス・キルド (Wulfnoth Cild) が、イングランドの政治において重要な役割を演じた。1009年には、彼の行動がきっかけとなってイングランドの艦隊は壊滅し、1011年にはサセックスは南東イングランドの大部分とともにデーン人の手中に落ちた。デーン朝の諸王は、早くから地方行政改革を行い、アングロ・サクソンに由来する小規模な伯爵領（ealdormanries）を廃し、より少数で、より規模が大きい新たな伯爵領（earldoms）を設けた。ウルフノス・キルドは、1020年にウェセックス伯爵とされたゴドウィンの父であった。この伯爵領にはサセックスも含まれていた。ゴドウィンが1053年に没したとき、サセックスを含むウェセックス伯爵領は、イースト・アングリア伯爵 (Earl of East Anglia) であった息子ハロルド（後のイングランド王ハロルド2世）に継承された。
1066年10月14日、イングランドにおける最後のサクソン人の王ハロルド2世は、ヘイスティングズの戦いで討ち死にし、イングランド勢は、ウィリアム征服王とその軍勢に敗北した。このときサセックスの戦士は全員がこの戦いに加わっていたものと思われ、この地域のセイン（貴族）の多くはこの戦いで殺され、生き延びた者の所領は没収された。少なくとも、この地域にあった387か所の荘園のうち、353か所は、征服王によってサクソン人の所有から取り上げられ、勝利したノルマン人たちに与えられ、サセックスにおけるサクソン人の勢力は一掃された。